# Associação Caramuru Vôlei 2020-2021
Questa voce raccoglie le informazioni riguardanti l'Associação Caramuru Vôlei nella stagione 2020-2021.

## Stagione
L'Associação Caramuru Vôlei utilizza il nome abbreviato Caramuru Vôlei nel corso della stagione 2020-21, senza alcuna sponsorizzazione.
Prende parte da ripescata alla Superliga Série A, grazie alla rinuncia del VBCE: chiude tuttavia la regular season all'undicesimo posto, retrocedendo nuovamente.
In ambito locale conquista invece il suo quarto titolo statale, aggiudicandosi il Campionato Paranaense.

## Organigramma societario
Area direttiva
- Presidente: Viviani Sampaio

Area tecnica
- Allenatore: Fábio Sampaio

## Rosa
| N° | Nome               | Ruolo | Data di nascita   | Nazionalità sportiva |
| -- | ------------------ | ----- | ----------------- | -------------------- |
| 1  | Leandro Silveira   | S     | 21 gennaio 1998   | Brasile              |
| 2  | Tiago Windmoller   | P     | 10 luglio 1997    | Brasile              |
| 3  | Reynaldo Green     | O     | 27 aprile 1992    | Brasile              |
| 4  | Allan Guimarães    | C     | 7 novembre 1997   | Brasile              |
| 5  | Marcos da Silva    | L     | 31 agosto 2000    | Brasile              |
| 7  | Pedro Farago       | P     | 19 aprile 1998    | Brasile              |
| 8  | Leonardo da Silva  | S     | 31 dicembre 1996  | Brasile              |
| 9  | Renan Macedo       | O     | 18 settembre 1996 | Brasile              |
| 10 | Guilherme de Souza | S     | 1º gennaio 1997   | Brasile              |
| 11 | Pedro Militão      | C     | 27 gennaio 1997   | Brasile              |
| 12 | Ruyther Tesoura    | O     | 30 maggio 1998    | Brasile              |
| 14 | Vitor Florindo     | C     | 23 gennaio 1997   | Brasile              |
| 16 | Jó Maurício Neto   | P     | 11 dicembre 2000  | Brasile              |
| 17 | Matheus Figur      | C     | 17 aprile 1997    | Brasile              |
| 18 | Raphael da Fonseca | L     | 6 giugno 1988     | Brasile              |
| 20 | Jailton Leal       | S     | 23 settembre 1993 | Brasile              |

## Statistiche

### Statistiche di squadra
| Competizione      | Punti | In casa | In casa | In casa | In trasferta | In trasferta | In trasferta | Totale | Totale | Totale |
| Competizione      | Punti | G       | V       | P       | G            | V            | P            | G      | V      | P      |
| ----------------- | ----- | ------- | ------- | ------- | ------------ | ------------ | ------------ | ------ | ------ | ------ |
| Superliga Série A | 13    | 11      | 3       | 8       | 11           | 2            | 9            | 22     | 5      | 17     |
| Totale            | -     | 11      | 3       | 8       | 11           | 2            | 9            | 22     | 5      | 17     |

### Statistiche dei giocatori
| Giocatore     | Superliga Série A | Superliga Série A | Superliga Série A | Superliga Série A | Superliga Série A | Totale | Totale | Totale | Totale | Totale |
| Giocatore     | P                 | PT                | AV                | MV                | BV                | P      | PT     | AV     | MV     | BV     |
| ------------- | ----------------- | ----------------- | ----------------- | ----------------- | ----------------- | ------ | ------ | ------ | ------ | ------ |
| R. da Fonseca | 20                | 0                 | 0                 | 0                 | 0                 | 20     | 0      | 0      | 0      | 0      |
| L. da Silva   | 22                | 215               | 194               | 13                | 8                 | 22     | 215    | 194    | 13     | 8      |
| M. da Silva   | 19                | 1                 | 0                 | 0                 | 1                 | 19     | 1      | 0      | 0      | 1      |
| G. de Souza   | 21                | 50                | 47                | 0                 | 3                 | 21     | 50     | 47     | 0      | 3      |
| P. Farago     | 22                | 20                | 3                 | 9                 | 8                 | 22     | 20     | 3      | 9      | 8      |
| M. Figur      | 22                | 122               | 81                | 32                | 9                 | 22     | 122    | 81     | 32     | 9      |
| V. Florindo   | 17                | 97                | 72                | 21                | 4                 | 17     | 97     | 72     | 21     | 4      |
| A. Guimarães  | 21                | 96                | 61                | 27                | 8                 | 21     | 96     | 61     | 27     | 8      |
| R. Green      | 3                 | 21                | 19                | 2                 | 0                 | 3      | 21     | 19     | 2      | 0      |
| J. Leal       | 21                | 208               | 188               | 12                | 8                 | 21     | 208    | 188    | 12     | 8      |
| R. Macedo     | 8                 | 71                | 61                | 8                 | 2                 | 8      | 71     | 61     | 8      | 2      |
| P. Militão    | 4                 | 16                | 8                 | 5                 | 3                 | 4      | 16     | 8      | 5      | 3      |
| J.M. Neto     | 1                 | 0                 | 0                 | 0                 | 0                 | 1      | 0      | 0      | 0      | 0      |
| L. Silveira   | 11                | 34                | 29                | 3                 | 2                 | 11     | 34     | 29     | 3      | 2      |
| R. Tesoura    | 16                | 76                | 63                | 9                 | 4                 | 16     | 76     | 63     | 9      | 4      |
| T. Windmoller | 22                | 6                 | 2                 | 3                 | 1                 | 22     | 6      | 2      | 3      | 1      |

P = presenze; PT = punti totali; AV = attacchi vincenti; MV = muri vincenti; BV = battute vincenti